# Thomaz Bellucci
Thomaz Cocchiarali Bellucci (Tietê, 30. prosinca 1987.) brazilski je profesionalni tenisač.

## Životopis
Bellucci je prvi ATP turnir osvojio 2009. godine u švicarskom Gstaadu. Najveći uspjeh na Grand Slam turnirima ostvario je 2010. godine, četvrtim kolom Roland Garrosa.
Trener mu je João Zwestch.

## Stil igre
Bellucci, koji je ljevak, jako koristi topspin na svom forehandu. Servis mu nije pretjerano snažan, ali je tehnički vrlo dotjeran. Odigrava dvoručni backhand. Omiljena mu je podloga, kao i kod većine južnoameričkih tenisača, zemlja.

## Osvojeni turniri

### Pojedinačno (4 ATP)
| Br. | Datum             | Turnir   | Suparnik u finalu | Rezultat         |
| 1.  | 2. kolovoza 2009. | Gstaad   | Andreas Beck      | 6:4, 7:6(2)      |
| 2.  | 7. veljače 2010.  | Santiago | Juan Mónaco       | 6:2, 0:6, 6:4    |
| 3.  | 22. srpnja 2012.  | Gstaad   | Janko Tipsarević  | 6:7(6), 6:4, 6:2 |
| 4.  | 23. svibnja 2015. | Ženeva   | João Sousa        | 7:6(4), 6:4      |

## Vanjske poveznice
- Službena stranica  Arhivirana inačica izvorne stranice od 24. srpnja 2011. (Wayback Machine) (port.)
- Profil na stranici ATP Toura (engl.)

## Ostali projekti
|  | Zajednički poslužitelj ima još gradiva o temi Thomaz Bellucci |